# عصام الزدجالي
عصام الزدجالي (14 أبريل 1978) هو ممثل عماني.

## حياته ونشأته
عصام يحيى الزدجالي، (14 أبريل 1978)،مسقط - سلطنة عُمان

## مسيرته
له العديد من الأعمال الدرامية التلفزيونية والإذاعية والعديد من التجارب المسرحية والسينمائية. بدأ مجال التمثيل في سن مبكرة منذ نعومة أظافره ابتداء من فوزاير الأطفال.